# Maurici Carrió i Serracanta
Maurici Carrió i Serracanta (Manresa, Bages, 17 de febrer del 1779 - Manresa, 2 de juny del 1859) va ser un guerriller antinapoleònic que va arribar al grau de tinent coronel, símbol dels patriotes manresans combatents en la Guerra del Francès.
Va començar la seva carrera militar molt jove i amb només quinze anys ja va lluitar a la Guerra Gran amb una companyia del Sometent, on hi tocava el timbal. És en aquesta època que participa en la batalla de Colldejou.
Més endavant, durant la Guerra del Francès, el 1808 participa en la Crema del Paper Segellat napoleònic a Manresa i en la batalla del Bruc del 6 al 14 de juny del mateix any, unint forces amb Antoni Franch i Estalella, comandant del sometent igualadí. La Junta Suprema de Catalunya el nomena capità i lluita en els combats de Moià a les ordres del baró d'Eroles. El 1820 es rebel·là contra el govern constitucional i, perseguit, es posà a les ordres de la Regència d'Urgell, que l'ascendí a tinent coronel.
L'any 1826 es retira, però intervingué en activitats carlines. Així, el 1827, participa en la Guerra dels Malcontents que sorgeix dels que consideren massa suau la repressió política de Ferran VII, i el 1834 fou empresonat.
En ésser indultat, es dedica a la seva professió d'agrimensor i a escriure. El 1859 escriu Relación, sobre els fets del Bruc, que contribuí a convertir-los en llegenda.
El 1905, l'Ajuntament de Manresa el va nomenar manresà il·lustre i va col·locar el seu retrat en aquesta galeria.
També se li dedicà un carrer de la ciutat.